# Proacerella
Proacerella es un género de Protura en la familia Acerentomidae.

## Especies
- Proacerella reducta Bernard, 1975
- Proacerella vasconica Aldaba, 1983